# Saint-Sulpice (Haute-Saône)
Saint-Sulpice település Franciaországban, Haute-Saône megyében. Lakosainak száma 119 fő (2022. január 1.). Saint-Sulpice Longevelle, Aillevans, Villafans, Villersexel és Villers-la-Ville községekkel határos.

## Népesség
A település népessége az elmúlt években az alábbi módon változott:
| Lakosok száma | 138  | 133  | 137  | 131  | 129  | 127  | 125  | 122  | 119  |
|               | 2013 | 2015 | 2016 | 2017 | 2018 | 2019 | 2020 | 2021 | 2022 |